# Jaason Simmons
Jaason Matthew Simmons (* 12. Juli 1970 in Hobart, Tasmanien) ist ein australischer Schauspieler. Bekannt wurde er durch die Fernsehserie Baywatch – Die Rettungsschwimmer von Malibu, in der er die Rolle des Logan Fowler spielte.

## Leben
Simmons wirkte in einigen Fernsehserien, wie zum Beispiel in Viper und Paradise Beach sowie in den Filmen Velocity Trap und Baywatch the Movie: Forbidden Paradise mit. Im Jahr 2008 outete er sich als homosexuell. Des Weiteren gab er seine Verlobung mit dem irischen Schauspieler John O’Callaghan im australischen Magazin New Idea bekannt. Mittlerweile haben sich die beiden allerdings wieder getrennt. Im Jahr 2006 adoptierte er einen sechsjährigen Jungen aus Uganda.

## Filmografie (Auswahl)
- 1993: Paradise Beach (Fernsehserie)
- 1994–1997: Baywatch – Die Rettungsschwimmer von Malibu (Fernsehserie)
- 1995: Baywatch: Forbidden Paradise (Film)
- 1997: The Sea Wolf
- 1997: Nowhere – Eine Reise am Abgrund
- 1997: Viper (Fernsehserie)
- 1998: Bittere Rache (The Pass)
- 1998: Frankenstein Reborn!
- 1999: Velocity Trap
- 2000: This Is How the World Ends (Fernsehfilm)
- 2003: The Devil’s Tattoo
- 2005: Frankenstein & the Werewolf Reborn!
- 2006: Bloody Mary
- 2006: Mad Cowgirl
- 2012: Forgiving Winona
- 2013: Sharknado – Genug gesagt! (Sharknado, Fernsehfilm)